# Simone Mareuil
Simone Mareuil, pseudonimo di Marie Louise Simone Vacher (Périgueux, 25 agosto 1903 – Périgueux, 24 ottobre 1954), è stata un'attrice francese.
Partecipò a 21 film realizzati tra il 1924 e il 1940, il più noto dei quali è il cortometraggio Un chien andalou - Un cane andaluso (1929) di Luis Buñuel e Salvador Dalí. Morì suicida, dandosi fuoco nella piazza principale della città in cui risiedeva, Périgueux.

## Filmografia

### Cinema
- L'Ombre du bonheur, regia di Gaston Roudès (1924)
- La Galerie des monstres, regia di Jaque Catelain (1924)
- Les Murailles du silence, regia di Louis de Carbonnat (1925)
- Chouchou poids plume, regia di Gaston Ravel (1926)
- Le Juif errant, regia di Luitz-Morat (1926)
- Le noël du mousse, regia di Félix Léonnec - cortometraggio (1926)
- La Petite Chocolatière, regia di René Hervil (1927)
- Genêt d'Espagne, regia di Gérard Ortvin (1927)
- Poker d'as, regia di Henri Desfontaines (1928)
- Peau de pêche, regia di Jean Benoît-Lévy e Marie Epstein (1929)
- Un chien andalou - Un cane andaluso, regia di Luis Buñuel - cortometraggio (1929)
- Ces dames aux chapeaux verts, regia di André Berthomieu (1929)
- La fée moderne, regia di Jean Benoît-Lévy (1929)
- Quand Madelon, regia di Charles-Félix Tavano - cortometraggio (1930)
- La sonagliera della morte (Le Juif polonais), regia di Jean Kemm (1931)
- Coeur de Paris, regia di Jean Benoît-Lévy e Marie Epstein (1932)
- Le Soir des rois, regia di John Daumery (1933)
- Mariage à responsabilité limitée, regia di Jean de Limur (1933)
- Miss Helyett, regia di Hubert Bourlon e Jean Kemm (1933)
- L'Héritier du Bal Tabarin, regia di Jean Kemm (1933)
- L'Amant de madame Vidal, regia di André Berthomieu (1936)
- Neuf de trèfle, regia di Lucien Mayrargue (1938)
- Atterraggio di fortuna (Sur le plancher des vaches), regia di Pierre-Jean Ducis (1939)